# Christine Baranski
Christine Jane Baranski (Búfalo, Nueva York; 2 de mayo de 1952) es una actriz de cine, televisión y teatro estadounidense. 
Ganadora de un premio Emmy y dos premios Tony,es reconocida por sus papel de Diane Lockhart en la serie dramática legal The Good Wife (2009-2016) y su serie derivada The Good Fight (2017-2022) Recibió el premio Primetime Emmy a la mejor actriz de reparto en una serie de comedia por su papel de Maryann Thorpe en la comedia Cybill (1995-1998).
En cine destacan sus papeles en las películas de Reversal of Fortune (1990),The Birdcage (1996), Cruel Intentions (1999), How the Grinch Stole Christmas (2000), Chicago (2002), Mamma Mia! (2008), Into the Woods (2014) y Mamma Mia! Here We Go Again (2018).

## Biografía
Nació Búfalo (Nueva York), hija de Virginia y Lucien Baranski, un editor de un periódico. Es de ascendencia polaca y sus abuelos eran actores de teatro en Polonia, y fue criada en un barrio predominantemente polaco y católico en el suburbio de Buffalo, Cheektowaga. Asistió a la Villa Maria Academy,  y posteriormente estudió en la Academia Juilliard, donde se graduó con una licenciatura en Bellas Artes.

## Carrera

### Teatro

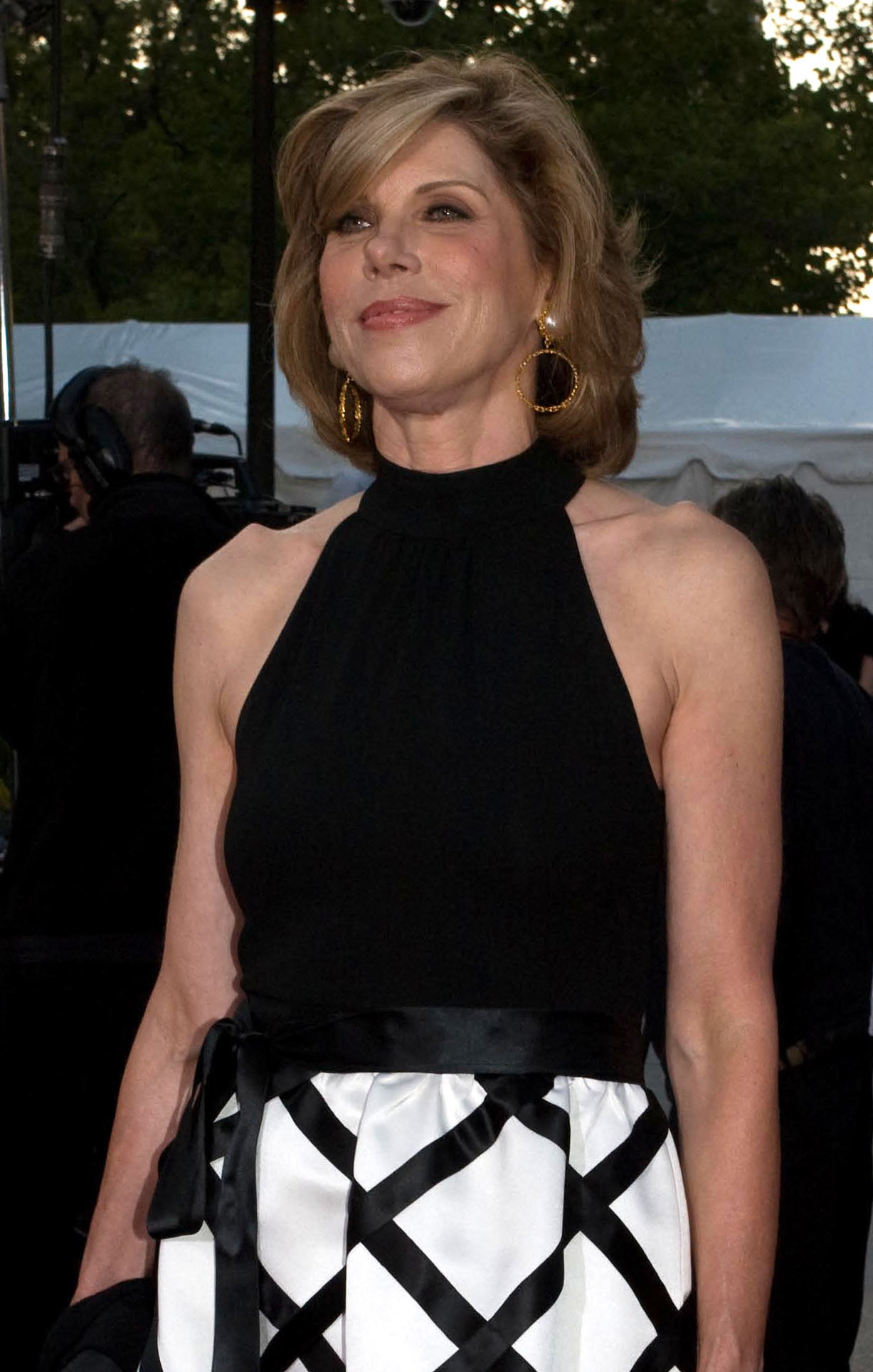
Baranski en la apertura del Metropolitan Opera en 2008.

Realizó su debut en el off-Broadway en Coming Attractions en Playwrights Horizons en 1980 y apareció en varias producciones en el Manhattan Theatre Club luego de aparecer en Sally and Marsha en 1982.debutó en Broadway en la obra Hide and Seek en 1980.Su segunda actuación en Broadway en The Real Thing de Tom Stoppard le valió el Premio Tony a la mejor actriz principal en una obra de teatro en 1984.Otros de sus trabajos en Broadway incluyen Hurlyburly,The House of Blue Leaves,Rumors,Regrets OnlyNick & Nora y Follies.actuó en dos obras en el Centro John F. Kennedy para las Artes Escénicas en Washington D. C.En 2002 interpretó a Mrs.Lovett en The Demon Barber of Fleet Street 2006 interpretó a Mame en la obra Mame.En su primera actuación en Broadway desde 1991 interpretó a Berthe en el reestreno de 2008 de Boeing-Boeing.ha ganado dos Premios Tony y dos Premios Drama Desk.

### Trabajo televisivo

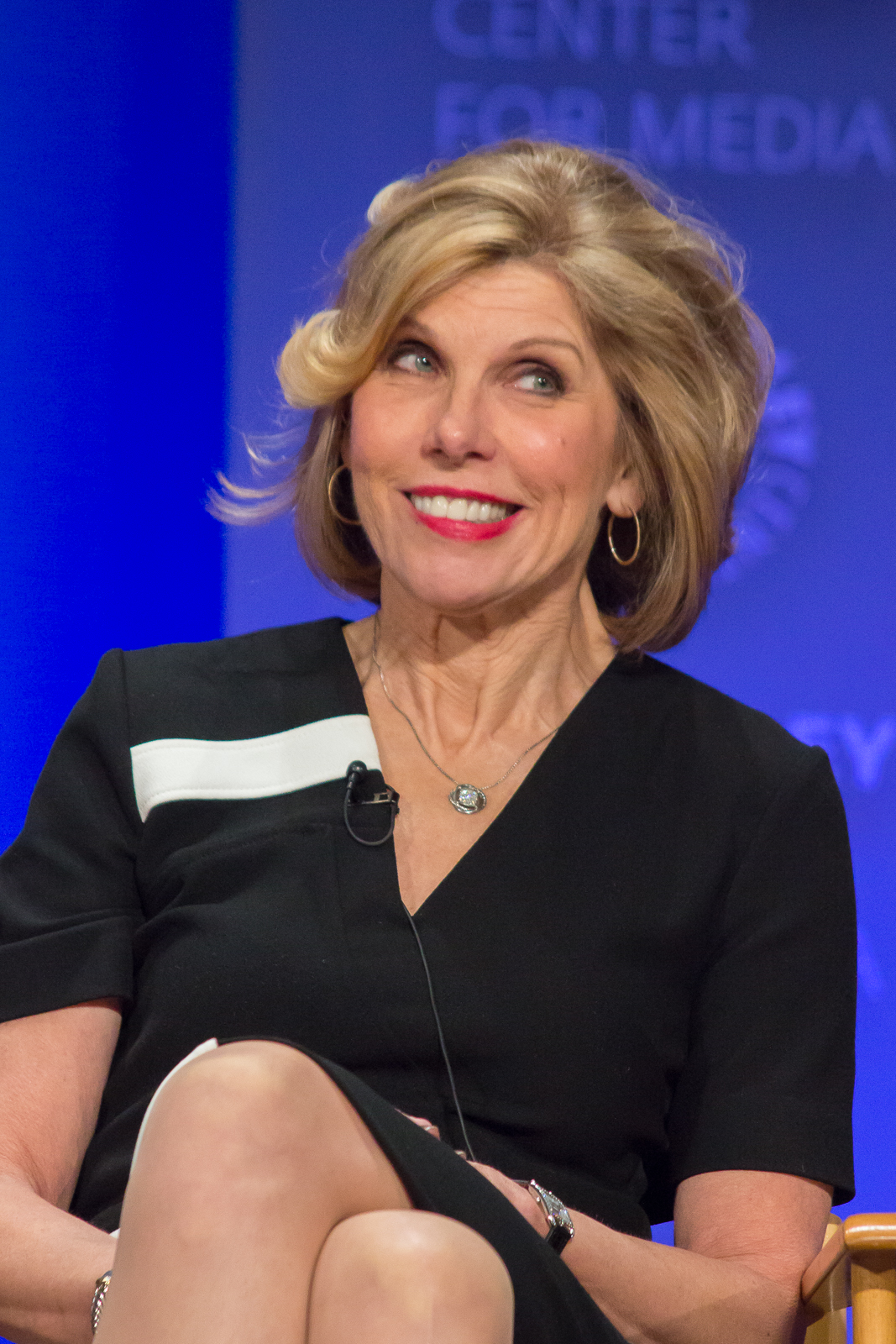
Baranski en el panel PaleyFest 2015 por The Good Wife

Interpretó a Maryanne Thorpe en el sitcom de CBS Cybill entre 1995 y 1998,actuación que le valió un premio Emmy a la mejor actriz de reparto en una serie de comedia. Durante este periodo,también fue anfitriona en Saturday Night Live. También tuvo un rol en Now and Again como la voz de Ruth,un personaje que nunca apareció en la pantalla. Posteriormente apareció en la serie Welcome to New York y en el sitcom de NBC Happy Family. También actuó en un episodio de 1970 de la serie La tribu de los Brady.En 2005 actuó junto con Bernadette Peters en un episodio piloto para una serie de ABC,Adopted.Sin embargo, la compañía rechazó la serie.también interpretó a Faith Clancy en Ghost WhispererEn 2009 participó en un episodio de The Big Bang Theory como la madre de Leonard Hofstadter reapareciendo en varios episodios de las temporadas siguientes,rol por el que fue nominada al premio Emmy a la mejor actriz invitada en una serie de comedia. En ese mismo año comenzó a actuar en la serie televisiva The Good Wife en el papel de Diane Lockhart, una socia del estudio jurídico donde trabaja el personaje principal de la serie, Alicia Florrick,por el cual fue nomindada al Primetime Emmy a la mejor actriz de reparto - Serie dramática en seis ocasiones.

### Cine
Ha actuado en películas como Legal Eagles, Addams Family Values, Chicago, El Grinch, Bulworth, Bowfinger, The Birdcage, Cruel Intentions, Falling for Grace y el gran éxito de taquilla Mamma Mia!.

## Vida personal
Estuvo casada con el actor Matthew Cowles desde 1983 hasta 2014 cuando él murió. La pareja tuvo dos hijas, Isabel (n. 1984), abogada, y Lily Cowles (n. 1987), actriz. Vive en Connecticut. Es católica practicante.

## Filmografía

### Cine
| Año  | Título                                 | Papel                              | Notas |
| ---- | -------------------------------------- | ---------------------------------- | ----- |
| 1982 | Soup for One                           | Blonde in Bar                      |       |
| 1983 | Lovesick                               | Nymphomaniac                       |       |
| 1984 | Crackers                               | Maxine                             |       |
| 1986 | 9½ Weeks                               | Thea                               |       |
| 1986 | Legal Eagles                           | Carol Freeman                      |       |
| 1987 | The Pick-up Artist                     | Harriet                            |       |
| 1990 | Reversal of Fortune                    | Andrea Reynolds, Claus' Girlfriend |       |
| 1993 | The Night We Never Met                 | Lucy                               |       |
| 1993 | Life with Mikey                        | Carol                              |       |
| 1993 | Addams Family Values                   | Becky Martin-Granger               |       |
| 1994 | The Ref                                | Connie Chasseur                    |       |
| 1994 | Getting In                             | Mrs. Margaret "Maggie" Higgs       |       |
| 1994 | The War                                | Miss Strapford                     |       |
| 1995 | New Jersey Drive                       | Prosecutor                         |       |
| 1995 | Jeffrey                                | Ann Marwood Bartle                 |       |
| 1996 | The Birdcage                           | Katherine Archer                   |       |
| 1998 | The Odd Couple II                      | Thelma                             |       |
| 1998 | Bulworth                               | Constance Bulworth                 |       |
| 1999 | Cruel Intentions                       | Bunny Caldwell                     |       |
| 1999 | Bowfinger                              | Carol                              |       |
| 2000 | El Grinch                              | Martha May Whovier                 |       |
| 2002 | The Guru                               | Shantal                            |       |
| 2002 | Chicago                                | Mary Sunshine                      |       |
| 2003 | Marci X                                | Mary Ellen Spinkle                 |       |
| 2004 | Welcome to Mooseport                   | Charlotte Cole                     |       |
| 2005 | Scooby Doo! in Where's My Mummy?       | Amelia Von Butch                   | Voice |
| 2006 | Falling for Grace                      | Bree                               |       |
| 2006 | Relative Strangers                     | Arleen Clayton                     |       |
| 2006 | Bonneville                             | Francine                           |       |
| 2008 | Mamma Mia!                             | Tanya Chisham-Leigh                |       |
| 2010 | The Bounty Hunter                      | Kitty Hurley                       |       |
| 2012 | Foodfight!                             | Hedda Shopper                      | Voz   |
| 2014 | Into The Woods                         | Cinderella's Stepmother            |       |
| 2016 | Trolls                                 | Chef                               | Voz   |
| 2016 | Miss Sloane                            | Eelyn Sumner                       |       |
| 2017 | A Bad Moms Christmas                   | Ruth                               |       |
| 2018 | Mamma Mia! Here We Go Again            | Tanya Chisham-Leigh                |       |
| 2020 | Dolly Parton's Christmas on the Square | Regina Fuller                      |       |

### Televisión
| Año           | Título                         | Papel                       | Notas |
| ------------- | ------------------------------ | --------------------------- | --- |
| 1977          | Busting Loose                  | Debbie                      | Episodio: "The Decision: Part 1" |
| 1980          | Playing for Time               | Olga                        | película para televisión |
| 1982          | A Midsummer Night's Dream      | Helena                      | película para televisión |
| 1982          | Another World                  | Beverly Tucker              | Unknown episodes |
| 1984          | All My Children                | Jewel Maniscalo             | Unknown episodes |
| 1985          | Big Shots in America           | Cara                        | película para televisión |
| 1985          | The Equalizer                  | Victoria Baines             | Episodio: "Mama's Boy" |
| 1987          | The House of Blue Leaves       | Bunny Flingus               | película para televisión |
| 1988          | The Thorns                     | Polly                       | Episode Io: "The Maid" |
| 1991          | Law & Order                    | Katherine Masucci Beigel    | Episodips: "The Torrents of Greed Parts 1 & 2" |
| 1992          | Screenplay                     | Blair Bennett               | Episodio: "Buying a Landslide" |
| 1993          | To Dance with the White Dog    | Kate                        | película para televisión |
| 1994          | Law & Order                    | Rose Siegal                 | Episodio: "Nurture" |
| 1995–98       | Cybill                         | Maryanne Thorpe             | 87 episodios |
| 1996          | Saturday Night Live            | ella misma (anfitriona)     | Episodio: "Christine Baranski/The Cure" |
| 1997          | 3rd Rock from the Sun          | Sonja Umdahl                | Episodio: "Dick and the Single Girl" |
| 1999          | Now and Again                  | Ruth Bender                 | Episodio: "Origins"; voz (no acreditada) |
| 1999          | Frasier                        | Dr. Nora Fairchild          | T. 6 E. 20: "Dr. Nora" |
| 2000–01       | Welcome to New York            | Marsha Bickner              | 13 episodes |
| 2001          | Citizen Baines                 | Glenn Ferguson Baines Welch | Episodio: "Three Days in November" |
| 2002          | Speed Racer X                  | Trixie Fontaine             | Voz |
| 2002          | Presidio Med                   | Dr. Terry Howland           | Episodios: "Pick Your Battles", "Best of Enemies" |
| 2003          | Eloise at the Plaza            | Prunella Stickler           | película para televisión |
| 2003          | Eloise at Christmastime        | Prunella Stickler           | película para televisión |
| 2003–04       | Happy Family                   | Annie Brennan               | 22 episodios |
| 2004          | Spellbound                     |                             | película para televisión |
| 2005          | Recipe for a Perfect Christmas | Lee Bellmont                | película para televisión |
| 2005          | Adopted                        | Judy Rabinowitz             | película para televisión |
| 2005          | In the Game                    |                             | piloto para televisión |
| 2005          | Ghost Whisperer                | Faith Clancy                | Episodios: "Voices", "The Crossing" |
| 2006          | Inseparable                    | Barbara                     | película para televisión |
| 2006          | American Dad!                  | Homeless Woman              | Episodio: "Failure Is Not a Factory-installed Option"; voz |
| 2009          | Ugly Betty                     | Victoria Hartley            | 3 episodios |
| 2009          | Psych                          | Alice Clayton               | Episodio: "He Dead" |
| 2009–18       | The Big Bang Theory            | Dr. Beverly Hofstadter      | 10 episodios: "The Maternal Capacitance", "The Maternal Congruence", "The Skank Reflex Analysis", "The Raiders Minimization", "The Status Quo Combustion", "The Maternal Combustion", "The Celebration Experimentation", "The Line Substitution Solution", "The Convergence Convergence", "The Conjugal Conjecture" |
| 2009–16       | The Good Wife                  | Diane Lockhart              | 156 episodios |
| 2011          | Who Is Simon Miller?           | Amanda                      | película para televisión |
| 2011          | Ugly Americans                 | Grimes' mummy               | Season 2, episode 10: "Mummy Dearest"; voice |
| 2015          | BoJack Horseman                | Amanda Hannity              | T. 2 E. 7: "Hank After Dark"; voice |
| 2013          | Family Guy                     | ella misma                  | Episodio: "Call Girl"; voz |
| 2017          | Regular Show                   | Guardian                    | Episodio: "A Regular Epic Final Battle"; voz |
| 2017–22       | The Good Fight                 | Diane Lockhart              | 60 episodios, papel protagonista |
| 2019          | Young Sheldon                  | Beverly Hofstadter          | Episodio: "A Swedish Science Thing and the Equation for Toast"; voz |
| 2021          | Los Simpsons                   | Ella misma                  | Episodio: "Portrait of a Lackey on Fire"; voz |
| 2022–presente | The Gilded Age                 | Agnes van Rhijn             | Papel protagonista |
| 2023          | Praise Petey                   | White St. Barts             | Papel principal, voz |
| 2025          | Nine Perfect Strangers         | Victoria                    | 8 episodios |

### Videojuegos
| Año  | Project o              | Rol           | Notas |
| ---- | ---------------------- | ------------- | ----- |
| 2013 | Skylanders: Swap Force | madre de Kaos |       |

## Premios y nominaciones

### Televisivos
| Premios Globo de Oro |                |                                                         |           |
| Año                  | Título         | Categoría                                               | Resultado |
| 1995                 | Cybill         | Mejor actriz de reparto de serie, miniserie o telefilme | Nominada  |
| 1996                 | Cybill         | Mejor actriz de reparto de serie, miniserie o telefilme | Nominada  |
| 2022                 | The Good Fight | Mejor actriz de serie de televisión - drama             | Nominada  |

| Premios Emmy |                     |                                            |           |
| Año          | Título              | Categoría                                  | Resultado |
| 1995         | Cybill              | Mejor actriz de reparto - Serie de comedia | Ganadora  |
| 1996         | Cybill              | Mejor actriz de reparto - Serie de comedia | Nominada  |
| 1997         | Cybill              | Mejor actriz de reparto - Serie de comedia | Nominada  |
| 1998         | Cybill              | Mejor actriz de reparto - Serie de comedia | Nominada  |
| 1999         | Frasier             | Mejor actriz invitada - Serie de comedia   | Nominada  |
| 2009         | The Big Bang Theory | Mejor actriz invitada - Serie de comedia   | Nominada  |
| 2010         | The Big Bang Theory | Mejor actriz invitada - Serie de comedia   | Nominada  |
| 2010         | The Good Wife       | Mejor actriz de reparto - Serie dramática  | Nominada  |
| 2011         | The Good Wife       | Mejor actriz de reparto - Serie dramática  | Nominada  |
| 2012         | The Good Wife       | Mejor actriz de reparto - Serie dramática  | Nominada  |
| 2013         | The Good Wife       | Mejor actriz de reparto - Serie dramática  | Nominada  |
| 2014         | The Good Wife       | Mejor actriz de reparto - Serie dramática  | Nominada  |
| 2015         | The Good Wife       | Mejor actriz de reparto - Serie dramática  | Nominada  |
| 2015         | The Big Bang Theory | Mejor actriz invitada - Serie de comedia   | Nominada  |
| 2016         | The Big Bang Theory | Mejor actriz invitada - Serie de comedia   | Nominada  |
| 2024         | The Gilded Age      | Mejor actriz de reparto - Serie dramática  | Pendiente |

| Premios de la Crítica Televisiva |                |                                           |           |
| Año                              | Título         | Categoría                                 | Resultado |
| 2012                             | The Good Wife  | Mejor actriz de reparto en serie de drama | Nominada  |
| 2014                             | The Good Wife  | Mejor actriz de reparto en serie de drama | Nominada  |
| 2015                             | The Good Wife  | Mejor actriz de reparto en serie de drama | Nominada  |
| 2017                             | The Good Wife  | Mejor actriz de reparto en serie de drama | Nominada  |
| 2018                             | The Good Fight | Mejor actriz en serie de drama            | Nominada  |
| 2021                             | The Good Fight | Mejor actriz en serie de drama            | Nominada  |
| 2022                             | The Good Fight | Mejor actriz en serie de drama            | Nominada  |
| 2023                             | The Good Fight | Mejor actriz en serie de drama            | Nominada  |

### Teatrales
| Premios Tony |                                               |                |           |
| Año          | Categoría                                     | Título         | Resultado |
| 1984         | Mejor actriz de reparto en una obra de teatro | The Real Thing | Ganadora  |
| 1986         | Mejor actriz de reparto en una obra de teatro | Rumors         | Ganadora  |